# Pagina delle donne

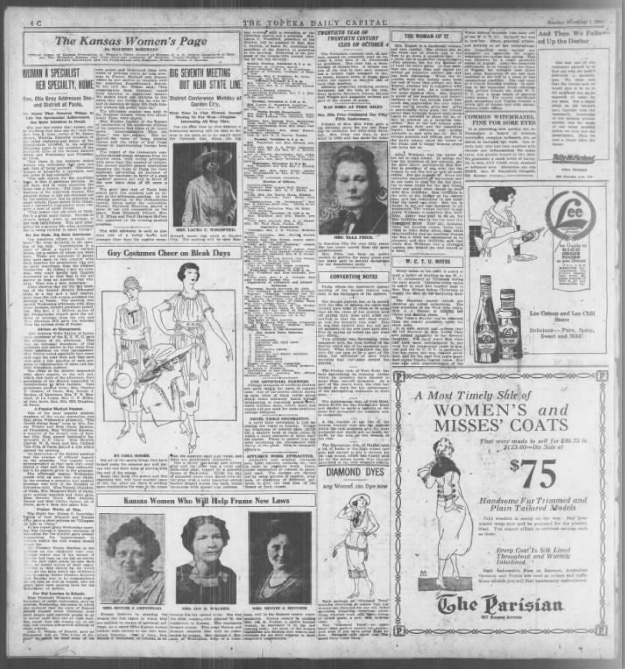
La sezione "La pagina delle donne del Kansas" del Topeka Daily Capital nel 1920

La pagina delle donne (talvolta chiamata home page o sezione femminile) di un giornale è una sezione dedicata alle notizie che si presume siano di interesse per le donne. Le pagine femminili sono nate nel XIX secolo come pagine mondane e si sono trasformate in sezioni di approfondimento negli anni Settanta. Sebbene siano state denigrate per gran parte di quel periodo, hanno avuto un impatto significativo sul giornalismo e sulle loro comunità.

## Storia

### Le prime pagine delle donne

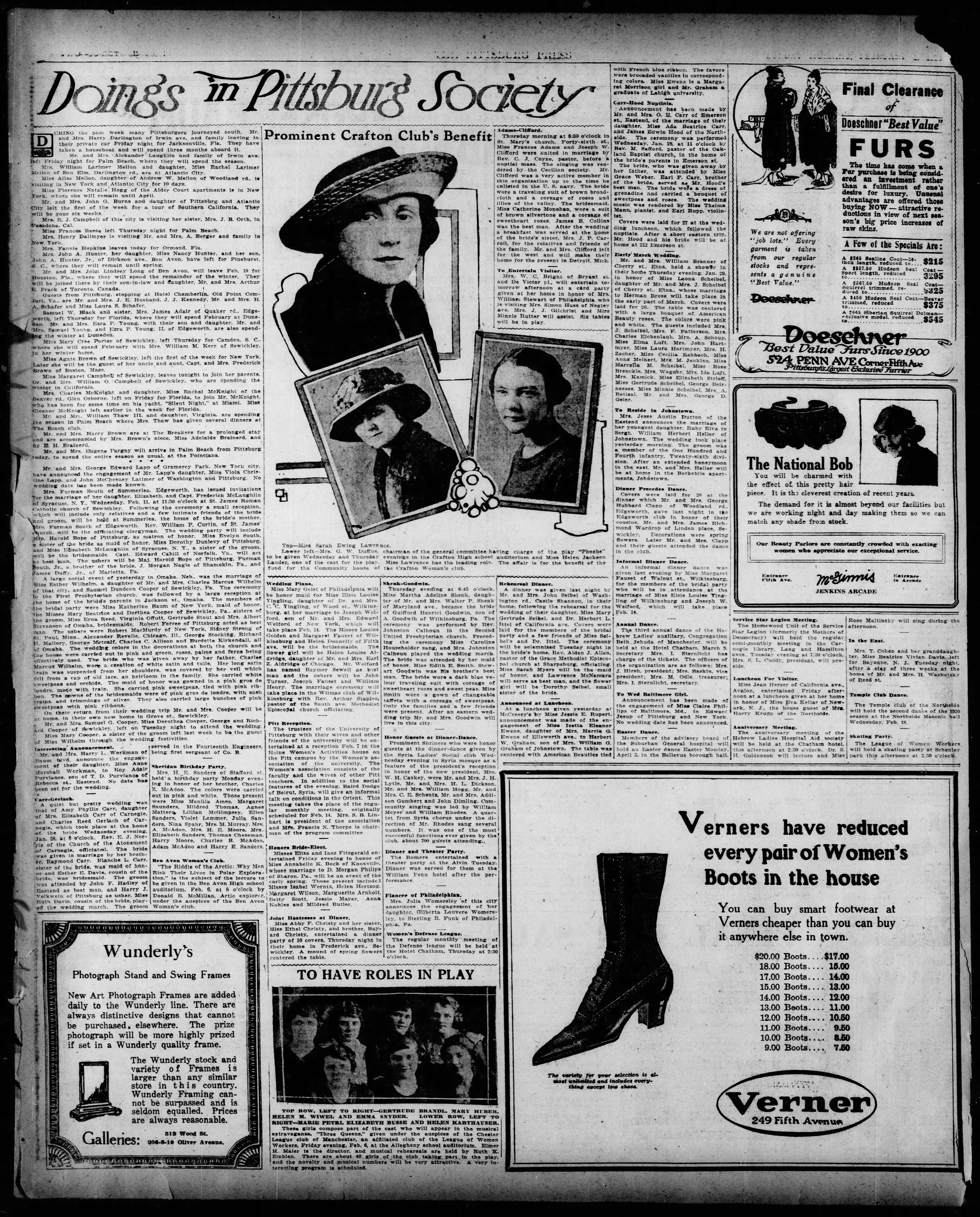
"Doings in Pittsburg Society", la pagina dedicata alla città di Pittsburgh, il 1º febbraio 1920

Nel 1835 l'editore del New York Herald James Gordon Bennett Jr. creò la prima pagina mondana di un giornale. Negli ultimi due decenni del secolo, un "insieme eterogeneo" di storie che si presumeva fossero di interesse per le donne iniziò a essere raccolto in un'unica sezione dei giornali in Gran Bretagna, Canada e Stati Uniti.
Negli anni '80 e '90 del XIX secolo, editori di giornali come Joseph Pulitzer iniziarono a sviluppare sezioni dei loro giornali per attirare le lettrici, 38 che erano di interesse per gli inserzionisti. L'industrializzazione aveva profondamente aumentato il numero di prodotti di consumo di marca e gli inserzionisti riconobbero che le donne erano le principali responsabili degli acquisti per le loro famiglie. La pubblicità all'interno delle sezioni femminili si concentrava sui grandi magazzini.I proprietari dei giornali facevano a gara per accaparrarsi le lettrici, che incrementavano le vendite degli abbonamenti ma erano anche di grande interesse per gli investitori pubblicitari, che riconoscevano nelle donne un importante fattore decisionale per gli acquisti in famiglia. Lo storico delle riviste Gerald Baldasty ha affermato che "per l'industria dei giornali, il fascino di una donna era puramente finanziario".
Le sezioni si concentravano sulle quattro F, famiglia, cibo, arredamento e moda (family, food, furnishings, fashion), e su notizie e consigli di società e rubriche di ricette. La maggior parte delle donne trattate nelle sezioni erano mogli, figlie o spose di uomini importanti. I giornali assumevano tipicamente donne per queste rubriche.
La diffusione delle pagine delle donne coincise con la prima ondata di femminismo La studiosa dei media Dustin Harp ha affermato di non aver trovato prove che le donne dell'epoca considerassero queste sezioni in modo diverso da quello positivo, in quanto offrivano una rara opportunità di espressione, ma ha anche ipotizzato che le femministe potrebbero averle viste con reazioni contrastanti, in quanto le sezioni rafforzavano anche gli stereotipi.
Nel 1886 il New York World ospitava rubriche rivolte alle donne. Nel 1891 i numeri della domenica presentavano una pagina di moda e società. Nel 1894 i numeri quotidiani presentavano una pagina intitolata "Per e sulle donne".
Nel 1900, molti giornali di città avevano una sezione femminile dedicata alla società e alla moda.
Nel 1920 il giornalismo delle pagine femminili, talvolta chiamato "giornalismo delle home page", veniva insegnato nelle università. Fino al 1949, i corsi di giornalismo femminile alla Columbia University comprendevano l'insegnamento che le notizie di "crisi, disastri, tragedie" dovevano stare nelle prime pagine, mentre le pagine interne erano "come l'interno di una casa" e che le giornaliste dovevano contribuire concentrandosi su argomenti sani ed edificanti nelle sezioni dedicate alle donne. Secondo la studiosa dei media Jan Whitt, l'implicazione era che solo i giornalisti uomini capissero e potessero scrivere di notizie difficili.
Oltre a non poter lavorare in altri reparti, le giornaliste che lavoravano nella sezione femminile erano spesso denigrate dai giornalisti maschi. I loro spazi di lavoro venivano chiamati "pollaio". Per decenni, la maggior parte delle giornaliste ha lavorato nelle sezioni dedicate alle donne.

### Seconda guerra mondiale
Come in molti altri campi, le opportunità giornalistiche per le donne statunitensi cambiarono radicalmente durante la Seconda guerra mondiale. Molti uomini lasciarono il loro lavoro per andare in guerra e le donne furono chiamate a svolgere quei lavori che prima della guerra erano aperti solo agli uomini. A molte donne fu chiesto di firmare una liberatoria con la quale accettavano di lasciare questi lavori alla fine della guerra, ma durante la guerra le giornaliste svilupparono le loro capacità e i loro interessi per includere la cronaca nera, e tornarono alle loro precedenti posizioni con queste nuove conoscenze. A molte, come Dorothy Jurney, fu chiesto di addestrare i loro sostituti maschi prima di essere relegate alla sezione femminile. A Jurney fu detto dal direttore generale che non era candidabile a redattore della città perché era una donna.

### Dopo la seconda guerra mondiale
Negli anni successivi alla seconda guerra mondiale, molti giornalisti e redattori di pagine femminili, molti dei quali si erano occupati di notizie difficili durante la guerra, cercarono di cambiare il focus delle sezioni femminili per coprire notizie sostanziali e importanti di interesse per le donne.La studiosa dei media Kimberly Wilmot Voss ha detto di questo periodo che le sezioni femminili "sono diventate autonome". Le sezioni divennero più grandi e coprirono contenuti sempre più progressisti, ma "la percezione che le sezioni fossero spazzatura continuò per anni".
Dopo il 1960, la tendenza è continuata e alcune sezioni dei giornali hanno affrontato storie che non venivano trattate nelle sezioni dei notiziari, come le denunce delle case famiglia della contea, le storie di abusi domestici, diritti materni, e altri argomenti di rilievo. Marie Anderson del Miami Herald ha indotto la sua testata a interrompere la cronaca mondana. Sotto la sua guida, negli anni sessanta la sezione vinse così tanti premi Penney-Missouri che al giornale fu chiesto di ritirarsi dalla competizione. Queste tendenze furono anticipate da giornali metropolitani più piccoli come l'Herald, il Dallas Times-Herald e il Detroit Free Press. Molti grandi giornali statunitensi hanno tardato a seguirli tra cui il New York Times, la cui sezione femminile si chiamava "Cibo, moda, arredamento e famiglia" fino al 1971.

### Penney-Missouri Awards
Negli Stati Uniti, i J. C. Penney-Missouri Awards (successivamente Missouri Lifestyle Journalism Awards) sono stati i premi più prestigiosi per la scrittura e la redazione di pagine femminili e l'unico riconoscimento a livello nazionale specifico per il giornalismo delle pagine dedicate alle donne. I premi sono stati inaugurati nel 1960 per riconoscere le sezioni femminili con contenuti progressisti che trattavano storie diverse da quelle di società, locali e moda. Sono stati spesso descritti come i Pulitzer del giornalismo femminile, in un periodo in cui la maggior parte delle pagine femminili non veniva presa in considerazione per altri prestigiosi premi giornalistici.
Le presentazioni dei premi ogni anno erano accompagnate da influenti seminari che incoraggiavano le redattrici delle pagine delle donne a concentrarsi su questioni più sostanziali e progressiste. L'oratrice del 1966, Marjorie Paxson, disse ai partecipanti: "È ora che iniziamo a mettere nelle nostre pagine delle notizie concrete. È ora che ci assumiamo la responsabilità di rendere consapevoli i nostri lettori". Poiché all'epoca le donne non erano ammesse alla Society of Professional Journalists, questi seminari rappresentavano un'importante opportunità di contatto che non era altrimenti disponibile per le giornaliste.
Rodger Streitmatter, scrivendo sulla rivista scientifica Journalism History, attribuisce ai premi il merito di aver contribuito a cambiare il giornalismo delle pagine dedicate alle donne, passando dai tipi di notizie tradizionali alla cronaca più approfondita.

### Movimento femminista
La seconda ondata femminista degli anni sessanta e settanta coincise con i movimenti dei giornali volti a sostituire le pagine femminili con rubriche e stili di vita. Mentre le redattrici delle pagine dedicate alle donne facevano pressioni sui loro direttori affinché permettessero loro di trattare le questioni importanti per le donne, molte femministe criticavano l'idea stessa di notizie "femminili", sostenendo che le notizie importanti per le donne erano quelle che dovevano essere trattate nella sezione principale del giornale e che la segregazione delle notizie femminili all'interno di una sezione emarginava tali notizie e indicava implicitamente che il resto del giornale era per gli uomini. Ritenevano che le cosiddette "sezioni femminili" dovessero essere eliminate.
Molti redattori di pagine femminili si consideravano parte o sostenitori del movimento delle donne ed erano orgogliosi del loro ruolo nel trattare argomenti importanti per le lettrici. In molti giornali l'unica copertura del movimento femminista era all'interno della sezione femminile. L'annuncio della formazione della National Organization for Women nel 1965 si trovava tra un articolo su Saks Fifth Avenue e una ricetta per il tacchino ripieno.
Le pagine dedicate alle donne dell'epoca erano accusate di trattare male le donne. Un editoriale di Glamour del 1971 chiedeva: "Cosa ha fatto per voi il vostro redattore di pagine femminili ultimamente?" e affermava che le sezioni riducevano le donne a ruoli tradizionali.
Nel 1978, la sociologa Cynthia Fuchs Epstein sostenne che le notizie sul movimento femminile non appartenevano alla sezione femminile perché "solo per il fatto di apparire lì, le storie mantengono lo status quo, perché dicono sia agli uomini che alle donne che le notizie sul movimento femminile non sono di interesse generale". Nello stesso anno Harvey Molotch scrisse che le notizie erano "essenzialmente uomini che parlano a uomini. Le pagine dedicate alle donne sono una deliberata eccezione: Qui è il caso che le donne che lavorano per gli uomini parlino alle donne. Ma per quanto riguarda le informazioni importanti... le donne non sono di norma presenti".
Secondo la studiosa di comunicazione Kimberly Wilmot Voss, l'argomentazione secondo cui, eliminando le pagine femminili, le notizie importanti per le donne sarebbero finite in prima pagina si è rivelata errata, e che invece molte di esse non sono semplicemente apparse sui giornali dopo l'eliminazione della sezione femminile.
Nel 1993 lo studioso dei media M. Junior Bridge ha rilevato che la percentuale di riferimenti alle donne nella prima pagina del New York Times era salita solo al 13% dei nomi citati, rispetto al 5% del 1989. Il caporedattore del Times, Max Frankel, reagì all'annuncio di questo studio suggerendo che un maggior numero di donne sarebbe apparso in prima pagina se la prima pagina fosse stata "dedicata ai tè locali".

### Sezioni
Nel 1969, il Washington Post, sotto la direzione di Ben Bradlee, sostituì la pagina dedicata alle donne, "For and About Women" con una sezione chiamata "Style", pensata per attirare un pubblico più vasto. Il Los Angeles Times seguì l'esempio con "View" l'anno successivo e ben presto i quotidiani metropolitani di tutti gli Stati Uniti smisero di pubblicare sezioni femminili con un nome esplicito a favore di sezioni "lifestyle". Secondo Harp, questo rappresentò la "nascita della moderna sezione di approfondimento". Le notizie sulla società sono quasi scomparse da queste sezioni e gli annunci di matrimonio e le notizie sui locali sono diventati elementi secondari nella maggior parte dei giornali.
In molti casi, i redattori che gestivano le sezioni femminili vennero retrocessi e vennero insediati redattori uomini per gestire le nuove sezioni di approfondimento. Questo è accaduto due volte a Marjorie Paxson, quando due diversi giornali hanno eliminato le loro sezioni femminili, che lei aveva diretto, l'hanno retrocessa e hanno assunto un uomo come editore degli articoli.

### Reintroduzione delle sezioni femminili
Alla fine degli anni '80, alcuni giornali hanno reintrodotto sezioni esplicitamente progettate per attirare le lettrici. Il Chicago Tribune ha chiamato la sua sezione "WomanNews". Fino al 2006 la sezione era inclusa nella sezione "Tempo" il mercoledì.